# Suite (hôtel)
 (janvier 2015).
Si vous disposez d'ouvrages ou d'articles de référence ou si vous connaissez des sites web de qualité traitant du thème abordé ici, merci de compléter l'article en donnant les références utiles à sa vérifiabilité et en les liant à la section « Notes et références ».
Pour les articles homonymes, voir Suite.

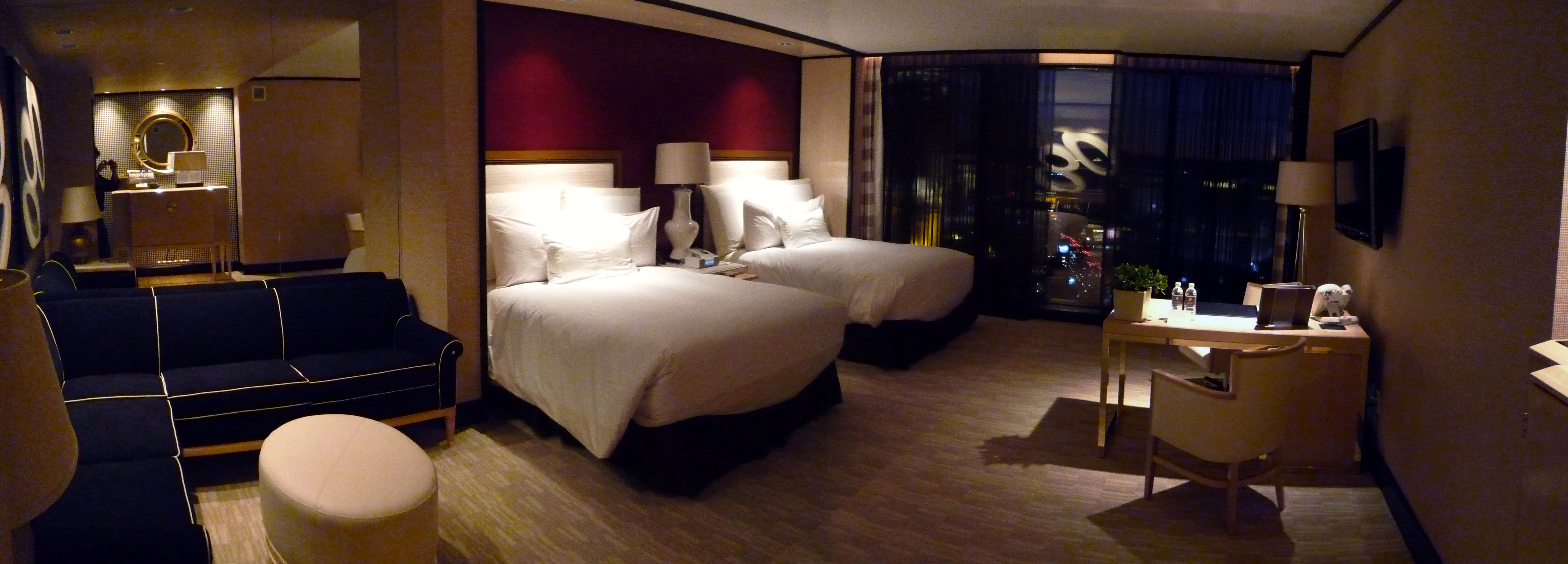
Chambre standard au sein de l'Encore Las Vegas, 2008.

Une suite d'hôtel est une série de pièces mise à disposition des clients dans un établissement hôtelier. La plupart du temps, ce type de prestation est proposé dans les hôtels « haut de gamme ».

## Description
Généralement, une suite comprend une ou des chambres à coucher, une salle de séjour, éventuellement une salle à manger, un dressing, une salle de bains et des toilettes. Certaines d'entre elles sont agrémentées de pièces ou d'équipements supplémentaires comme une seconde salle de bains, des piscines, des terrasses ou des jardins, certaines possèdent aussi une salle de fitness ou une cuisine.
Il convient de ne pas confondre avec la locution en-suite (en) en anglais, qui signale la présence d'une salle de bains privative avec la chambre à coucher.

## Localisation
Les suites d'hôtels peuvent être situées dans des bâtiments ou à des étages dédiés, afin d'assurer au mieux l'intimité de leurs occupants.
Généralement, les suites les plus prestigieuses d'un hôtel disposent d'emplacements privilégiés : des étages élevés, une vue plus dégagée ou des espaces à l'architecture distinctive.